# Donald Robson
Donald Robson (Leeds, 19 de março de 1937) é um físico nuclear britânico-australiano.
Recebeu em 1972 erhielt com John D. Anderson o Prêmio Tom W. Bonner de Física Nuclear.
De 1972 a 1995 foi um dos editores do periódico Nuclear Physics A.